# Усадьба Голубовского
Частный дом Голубовского — комплекс зданий в Печерском районе города Киева на улице Саксаганского, 15. Состоит из главного дома (№ 15-а) и флигеля (№ 15-б), которые признаны памятниками культурного наследия. Главный дом — типичный образец жилой застройки Киева периода историзма.

## История
Участок, на котором расположены современные дома № 15-а и № 15-б, с 1858 принадлежал мещанке Н. Островской. К концу 1890-х годов участок перешел в собственность домовладелицы М. Почтар, которая решила построить на ней доходный дом с флигелями. Автором проекта стал киевский архитектор Андрей Краусс, также осуществлявший уход за процессом строительства. Чертежи проекта утвердили и в апреле 1898 года, вероятно в том же году возвели главное здание, а флигель построили в следующем, 1899 году. По проекту планировалось построить несколько флигелей на четыре и три этажа, однако построили только один, трехэтажный.

## Описание
Главный дом усадьбы кирпичный, окрашенный, стоящий на красной линии застройки улицы. Имеет четыре этажа и цоколь, трёхсекционный, П-образный в плане за счет двух симметричных крыльев, выходящих во двор. Крыша двускатная, с жестяным покрытием, перекрытие — плоское.
Главный фасад симметричный, одноосный, вертикально раскреплённый, украшенный в стиле историзм с элементами неоренессанса. На центральной оси, выделенной двойной раскреповкой, расположены главный вход и лестница, завершает ось ступенчатый аттик, первоначально увенчиваемый куполом, позже потерянным. Проезд во двор усадьбы расположен слева от главного входа и раньше закрывался металлическими ажурными воротами.
Фасад фланкирован достаточно большими, на три окна балконами с ажурной металлической решеткой; часть балконов в 1990-х-2000-х годах застеклили, что значительно обезобразило общий вид фасада. На уровне первого и второго этажей фасад расчленен вертикально лопатками, на втором этаже рустованными, на уровне третьего и четвёртого этажей — большими канеллируемыми пилястрами, визуально объединяющими плоскость этих этажей. По горизонтали фасад расчленен межэтажными профилированными карнизами. Антаблемент достаточно прост, состоит из зубчатого фриза и значительно вынесенного профилированного карниза.
Окна простые, прямоугольные, расположенные на балконах, — заметно уже тех, что расположены по обе стороны центральной оси. Центральное окно четвёртого этажа имеет арочную перемычку и увенчанное фигурным замковым камнем и растительным орнаментом в антревольте. По бокам окна украшены лопатками, надокна пространства окон первого, второго и четвёртого этажей содержат лепненные растительные вставки. На втором и четвёртом этажах окна в центральные оси и окна с обеих сторон имеют также подоконные тафли, на втором этаже — с растительным орнаментом, на четвёртом — с меандром. Два окна четвёртого этажа, по обе стороны центральной оси увенчаны лепным фризом. Пилястры на уровне четвёртого этажа украшены гирляндами.
Дворовой фасад имеет гораздо более простое оформление.
От первоначального интерьера дома сохранились только ограждения двухмаршевых лестниц.

### Флигель
Флигель расположен в глубине участка, параллельно улице. Здание кирпичное, окрашенное, прямоугольное в плане, имеет три этажа и подвал. Первоначальная внутренняя планировка предполагала по две квартиры на этаже. Главный вход расположен по центральной оси.
Фасад симметричный, одноосный, имеет довольно скромное убранство в стиле ренессанса, раскреплённый вертикально. Отделка флигеля в некоторой степени повторяет отделку главного дома, в частности первый этаж украшают рустованные лопатки, второй и третий выделены высокими канелюрованими пилястрами, на флангах фасада расположены балконы. Окна простые, прямоугольные. По горизонтали фасад расчерчен гурьбой и межоконными лопатками. Увенчанный зубчатым карнизом.

## Известные жители
В 1904—1905 годах в квартире № 6 жил Пётр Васильевич Голубовский, историк, профессор Киевского университета.